# 18836 Raymundto
18836 Raymundto (1999 NM62) là một tiểu hành tinh vành đai chính được phát hiện ngày 13 tháng 7 năm 1999, bởi nhóm nghiên cứu tiểu hành tinh gần Trái Đất phòng thí nghiệm Lincoln ở Socorro.